# 11005 Waldtrudering
A 11005 Waldtrudering (ideiglenes jelöléssel 1980 PP1) a Naprendszer kisbolygóövében található aszteroida. Richard Martin West fedezte fel 1980. augusztus 6-án.